# ダロッド
ダロッド（ソマリ語: Darood or Daarood, アラビア語: بني دارود, 英語: Darod）はソマリ族の主要氏族のひとつ。8世紀ごろの人物アブディラフマン・ビン・イスマイリ・アル・ジャバルティ (Abdirahman bin Isma'il al-Jabarti) が祖先とされている。ダロッドDaaroodはアブディラフマンの別名であり、daar（領域）とood（囲われた）から来ている。
ダロッドの多くは昔からソマリア北部に住んでいるが、一部の人はソマリア南部のとりわけ首都モガディシュ近郊に住んでいる。ソマリア国外にも多く、エチオピアソマリ州やケニア北東州、イエメンにもダロッドの支族が住む。多くの文献はダロッドがソマリ族最大の民族と報告している。ただし、アメリカ中央情報局（CIA）やヒューマン・ライツ・ウォッチの調査によると、ソマリ族最大の氏族はハウィエである。

## 歴史
ダロッドはソマリア各地で多くのスルターンや貴族を輩出している。ダロッドの多くは昔からアフリカの角のアデン湾岸およびインド洋岸に住む。19世紀後半にヨーロッパの諸勢力が進出してくるまで、ダロッド貴族がこれらの都市の多くを支配していた。ダロッドのワルサンガリ支族がモハムド・アリ・シレ王国 (Sultanate of Mohamoud Ali Shire) を建ててサナーグ、ムドゥグ、スールといったソマリア北東部を支配し、マジェルテーン支族もボサソやホビョなどに王国を建てている。さらにソマリア北部以外にも、マレハン、オガデン、ハルティなどのダロッドの支族が移り住んだ。
16世紀のエチオピアにイスラーム教徒が攻め込んだグラン戦争に、ダロッドの支族であるゲリ、マレハン、ヤバッレ、ハルティ、バルティレなどが多数参加している。

## 系譜
ダロッド族の多くは、自分たちがアキル・イブン・アビ・タリブ (Aqeel ibn Abi Talib) の末裔であると信じている。アキル・イブン・アビ・タリブは、イスラーム教の開祖ムハンマドの叔父であり保護者であったアブー＝ターリブの息子4人の2番目である。そのため、ダロッド族は自身の先祖がハーシム家と縁が深いと考えている。
ダロッド族の伝承によると、ムハンマド・イブン・アキルの子孫で8世紀ごろの人物アブディラフマン・ビン・イスマイル・アル・ジャバルティ (Abdirahman bin Isma'il al-Jabarti) （別名ダロッド）はカディリーヤ教団 (Qadiriyyah) のスーフィーのシャイフの息子であったが、叔父とのいさかいがあってアラビア半島を離れた。
9世紀ごろの歴史書『アキリオン』（Aqeeliyoon、アキルの系譜）によるとアブディラフマンは「ハシムの息子アブドゥル・ムタリブの息子アブー＝ターリブの息子アキルの息子ムハンマドの息子アブダラーの息子アフマドの息子マフディの息子ハンバルの息子アブディ・サマドの息子ムハンメドの息子アブディラフマンの息子イブラヒムの息子イスマイルの息子アブディラフマン」（Abdirahmaan Bin Ismaa'iil Bin Ibraahim Bin Abdirahmaan Bin Muhammed Bin Abdi Samad Bin Hanbal Bin Mahdi Bin Ahmed Bin Abdallah Bin Muhammed Bin Aqil Bin Abu-Talib Bin Abdul-Mutalib Bin Hashim）である。
アブディラフマンが紅海を超えてソマリア北部に渡り、そこの族長の娘と結婚したのがダロッド族の始まりとされている。ただし、ソマリ族の別の大氏族イサックにも似たような伝承があり、イサックは自分らがハーシム家のシャイフ・イサック・ビン・アフメド・アル・ハシムの末裔と信じている。
アブディラフマンには5人の息子がいる。
- ムハンマド（Muhammad）: カブララクス族の祖
- アフメド（Ahmed）: サデ族の祖
- フセイン（Hussien）: タナデ族の祖
- ヨウスフ（Yousuf）: アウルタブレ族の祖
- エイッサ（Eissa）: シーセ族の祖

## 支族
ダロッドの支族は多い。ここでは主なもののみ示す。より詳しい表はen:Darod#Sub-clan summary参照。
- アウルタブレ Awrtable

- シーセ Ciise Darood

- サデ Sade
  - マレハン Marehan
  - Facaayo

- タナデ Tanade
  - Leelkase
    - Mohamud Ali
    - Fiqi Ismail
    - Muumin Aadan
      - Mohamed Muumin
        - Reer Haji
        - Reer Ahmed
        - Reer Farah

    - Suhurre

- カブララクス Kablalax
  - Kuumade
    - Absame
      - オガデン Ogaden
        - Maqaabul(Makaahiil & Reer Sacad)
        - Abdalla

      - Jidwaq
        - Absguul

  - Koombe
    - Geri (Geri Koombe)
    - Jambeel (Abdi Koombe)
    - ハルティ (Harti Koombe)
      - ワルサンガリ Warsangali  (Mohamoud Harti)
      - デュルバハンテ Dhulbahante (Siciid Harti)
      - マジェルテーン (Mohamed Harti)
        - Tabale
        - Wabeeneeye
        - Amaanle
        - Geelwanaagle
          - Saleebaan
            - Mahmoud Saleebaan
              - Cisman Mahmoud
              - Omar Mahmoud

            - Reer Bicidyahan
            - Reer Xaamud
            - Barre

          - Musse Noolays (Idigfale)

        - Maxamuud Ismaaciil Dashiishe

## ダロッド出身の著名人
- サイイド・ムハンマド・アブドゥラー・ハッサン, オガデン族, イギリス領ソマリランド時代の反乱軍リーダー
- モハメド・シアド・バーレ, マレハン族, ソマリア第3代大統領 (1969–1991)
- アブドゥラヒ・ユスフ, マジェルテーン族, ソマリア大統領 (2004-2008)
- アブドゥルラフマン・モハムード・ファロレ, マジェルテーン族, プントランド大統領
- アブディラシッド・アリー・シェルマルケ, マジェルテーン族, ソマリア第2代大統領 (1967–1969)
- オマル・アブディラシド・アリ・シルマルケ, マジェルテーン族, ソマリア首相
- イマン・アブドゥルマジド, マジェルテーン族, スーパーモデル